# Dag Otto Lauritzen
Dag Otto Lauritzen (n. 12 septembrie 1956, Grimstad, Aust-Agder, Norvegia) este un ciclist norvegian, medaliat olimpic. A participat la o ediție a Jocurilor Olimpice (1984) în care a câștigat o medalie de bronz.